# 蓝鳍金枪鱼
蓝鳍金枪鱼（學名：Thunnus maccoyii），又稱藍鰭鮪或藍鰭金槍魚，為輻鰭魚綱鱸形目鯖亞目鯖科的其中一種，被IUCN列為極危保育類動物，分布於全球各大洋熱帶至溫帶海域，棲息深度50-2473公尺，體長可達245公分，為大洋性洄游性魚類，成群活動，屬肉食性，以魚類、頭足類、甲殼類為食，可作為食用魚、遊釣魚及養殖魚類。

## 外部連結
維基物種上的相關：蓝鳍金槍魚